# Hoplia praticola
Hoplia praticola är en skalbaggsart som beskrevs av Duftschmidt 1805. Enligt Catalogue of Life ingår Hoplia praticola i släktet Hoplia och familjen Melolonthidae, men enligt Dyntaxa är tillhörigheten istället släktet Hoplia och familjen bladhorningar. Arten har ej påträffats i Sverige. Inga underarter finns listade i Catalogue of Life.